# 關俊彥
關俊彥（日语：／ Seki Toshihiko，1962年6月11日—），男，宮城縣出身，日本聲優，81 Produce所屬。

## 生平
駒澤大學經濟學院畢業。
1991年與山寺宏一、日高法子組成聲優團體バナナフリッターズ(Banana Fritters)，不僅出專輯還有各類演出，進行廣播、CD、舞臺等的活動，於
1995年停止活動，至1995年共出過3張單曲CD及3張專輯CD，還曾在1992年舉辦過巡迴表演。
2007年，在參演的特攝劇《假面騎士電王》中，因擔任劇中首位出場的異魔神 桃塔羅斯 後期配音所演唱的主題曲『Climax Jump DEN-LINER form』登上了Oricon第二名，所以和共同演唱該首歌曲的其他異魔神配音者(遊佐浩二、寺杣昌紀、鈴村健一)一起榮獲第二屆聲優獎與特別獎。
2016年成團25周年宣告組合復活，日後會開始一系列活動，2017年6月7日發售新單曲「聽我說」，是該組合時隔22年再次發售單曲CD，該團演唱的歌曲"あのね"作為當年NHK電視動畫《少年阿貝GO!GO!小芝麻》第2季的片尾曲。
2020年8月4日，確診感染2019冠狀病毒，入院接受治療。8月14日順利康復出院。

## 家庭
妻子是前聲優小林輝世子，有兩個女兒。

## 轶事
- 與同公司的前輩中尾隆聖共同主辦劇團「DRAMATIC COMPANY」，時常有舞台劇演出。
- 與聲優界同姓的關智一被合稱為 Ｗ關、大小關，兩人並沒有血緣關係，因資歷與年紀，關俊彥被稱為「大關」，關智一被稱為「小關」。

## 配音作品
※粗體字表示說明飾演的主要角色。

### 電視動畫
1983年
- 太陽之子 - 兵士

1985年
- TOUCH - 中島
- 魔法之星愛美 - 客人

1986年
- 愛少女波麗安娜物語 - 約翰·惠提爾（年輕時代）
- 甜蜜公主 - 粽（第9話）、元瓦版屋（第23話）、草莓中尉（第39話）

1987年
- 世界名作劇場系列
  - 愛的小婦人物語 - 約翰·馬蒂
- 星戰英豪（日语：赤い光弾ジリオン） - JJ（首部主役）
- 陽光夥伴 - 教父頭

1988年
- F - 赤木軍馬
- 美味大挑戰 - 岡星良三、「大しげ」主人、社員B、男B 等
- 聖鬥士星矢 - 玉衡星青狼芬里爾
- 城市獵人2 - 一也 等

1989年
- 超能力魔美 - 守
- 機動警察 - 農業青年
- 衝鋒四驅郎 - 進驅郎
- 天空戰記 - 修羅王秋亞人
- 太陽傘世界的叮噹平平 -
- 以柔克剛（柔道英雌） - 松田耕平
- 亂馬1/2 - 沐絲
- 麵包超人 - 碰太、滑石人、冰棒人〈初代〉、傘車超人、土司機人、牛丼人、烏龍麵丼人〈初代〉、卡曼貝爾起司君

1990年
- 偶像天使陽子（小俏妞） - 速水亮
- 超級劍豪傳 - 大助
- 海底兩萬里 - 菲多
- 魔神英雄傳2 -
- 歡歡仙子（魔法天使） -
- 羅賓漢大冒險 - 吉爾伯特
- 黑色推銷員 - 尾崎真蔵、手持房太

1991年
- - （第83集）
- 閃電霹靂車 - 加賀城太郎（布里德加賀）
- 鬥球兒彈平 - 二階堂大河
- 三眼童子 - 三園多尾婁（第16集）

1992年
- 龍馬英雄 - 阪本龍馬（青年期）
- 小朋友的快樂村 - 青蛙大人、番薯詩人
- 長靴貓的冒險 - 克里斯多夫
- 魔法小公主 明琪桃子 - 亞培

1993年
- 忍者龜(1987年版)
- 足球風雲 - 冰室明彥
- 海潮之聲 - 松野豐
- 城市風雲兒 - 天草四郎時貞
- 忍者乱太郎 - 土井半助
- 叮噹貓 - 三浦
- 無責任艦長 - 魯巴拉多姆

1994年
- 特異功能組（X-Men） - 冰人
- 機械小子萬事通 - 宇田健一郎（第3集）
- G型神探 -王子 等
- 足球王 -  寺林翔太郎
- Soccer Fever - Ramon（第42集）
- 哆啦A夢 - 重考生、浪人
- 霸王大系龍騎士 - 希泰爾
- 咕嚕咕嚕魔法陣 - 神官、鼠妖怪

1995年
- 小紅豆 - 隆三
- 新機動戰記GUNDAM W - 迪歐·麥斯威爾
- 新世紀福音戰士 - 明日香之父
- 動畫 世界的童話 - 達太安
- 快打炫風II V - Soon
- 忍空 - 守
- 雷霆戰鼠（Biker Mice from Mars） - 酷哥

1996年
- 愛天使傳說 - 時間魔
- 鋼鐵神兵 - 克亞多羅
- 蒙面俠蘇洛傳 - 迪亞哥／蘇洛
- 超者雷丁 - Abaddon
- 以柔克剛特別篇 - 松田耕作

1997年
- 吸血姬美夕 - 巡禮之父、高島泰寬
- CLAMP學園偵探團 - 齋的戀人
- 麵包超人 - 牛丼人、吐司超人
- 白鯨傳說 - Dew
- 逮捕令 - 鹿塚時雄
- BURN-UP EXCESS - 哈利
- 超級警察（Hyper Police） - 千倉朔之進
- 湯匙公主的歌唱廚房 - 茶杯君、叉子王子、盤子國王等
- 神行太保 - 阿撒米
- 靈異獵人 - 遙都之父
- 名偵探柯南 - 春日輝彥

1998年
- 炸彈人 彈珠人爆外傳 - 黑寶

1999年
- 恐怖寵物店 - D伯爵
- 亞歷山大戰記 - 亞歷山大
- 炸彈人 彈珠人爆外傳V - 黑寶
- 忍者亂太郎 - 老爺爺

2000年
- 大嘴鳥 - 天眼
- 幻想魔傳最遊記 - 玄奘三藏/金蟬童子
- 金田一少年之事件簿 - 遠藤由明
- 蠟筆小新 - 跳舞檢察官C
- 暗之末裔 - 亙理溫

2001年
- 新人造人009 - 光之人
- 最終幻想：無限（終極幻想世界Final Fantasy: Unlimited） - 司徒
- 幻影天使（魔法水果籃） - 紅葉之父
- 聖石小子 - 修達
- 週刊故事島（「命中放大鏡」（松島健兒））

2002年
- 翼神世音 - 一色真
- 火影忍者 - 海野伊魯卡
- 機動戰士鋼彈SEED - 拉烏·魯·克魯澤
- 炎之蜃氣樓 - 仰木高耶
- 鬼眼狂刀 - 紅虎
- 超齡細公主 - 尼可萊

2003年
- 京極夏彥 巷說百物語 - 山岡百介
- 犬夜叉 - 蛾羅丸
- 最遊記RELOAD - 玄奘三藏
- 魔法少年賈修 - 阿波羅
- 鋼之鍊金術師 - 貝爾席歐
- 名偵探柯南 - 大神敬晴（第316-317集  玷污的假面英雄）

2004年
- 機動戰士鋼彈SEED DESTINY - 雷·札·巴雷爾
- 最遊記RELOAD GUNLOCK - 玄奘三藏
- 偵探學園Q - 連城曉
- 吟遊默示錄 - 路德維希
- BLEACH - 志波海燕、亞羅尼洛·艾魯魯耶利
- 舞-HiME - 神崎黎人
- 名偵探柯南 - 大和田誠
- 妄想代理人 - 馬庭光弘

2005年
- あかほり外道アワーらぶげ - 關俊彥
- 舞-乙HiME - 黎人
- MÄR 魔兵傳奇 - 主人、面具男

2006年
- 吟遊默示錄wieder - 路德維希
- 名偵探柯南 - 冬城幻陽
- - Luva
- 少年陰陽師 - 藤原行成
- 暮蟬悲鳴時 - 入江京介

2007年
- Keroro軍曹 - Urere、收音機廣播
- 彩雲國物語 - 縹璃櫻
- - Luva
- 暮蟬悲鳴時解 - 入江京介
- 火影忍者疾風傳 - 海野伊魯卡

2008年
- 無限之住人 - 宗理
- 鶺鴒女神-御中広人
- 魔法禁书目录-亚雷斯塔·克劳利

2009年
- ONE PIECE - 鐵面具迪巴魯
- 苍天航路 - 张角
- 銀魂 - 神山
- 哆啦A夢(水田山葵版) - 百惠的哥哥

2010年
- 心靈偵探 八雲 - 齊藤一心

2011年
- 戰國鬼才傳（石田三成）

2012年
- 罪惡王冠 - 櫻滿玄周
- Smile 光之美少女！ - 星空博司
- Hunter × Hunter - 雲古

2013年
- 星光少女 Rainbow Live - 冰室聖
- 革命機Valvrave - 旁白、時縞聰一
- 宇宙戰艦大和號2199（伊東真也）※2012年起于电影院先行上映
- KILL la KILL - 鮮血
- 銀狐 - 冴木達夫

2014年
- T寶的悲慘日常 覺醒篇 - 鮮血（第5集）
- 宇宙浪子 - 達·馮
- 我，要成為雙馬尾 - 罪惡野狐
- 臨時女友 - 心實的父親
- CROSSANGE 天使與龍的輪舞 - 安布利歐

2015年
- 戰姬絕唱SYMPHOGEAR GX - 立花洸

2016年
- 路人超能100 - 鄉田武藏

2017年
- 昭和元祿落語心中－助六再現篇－ - 樋口
- 黑色推銷員NEW - 木原志佐雄
- 阿童木起源 - 委託人
- 最遊記RELOAD BLAST - 玄奘三藏/金蟬童子
- 妖怪公寓的幽雅日常 - 千晶直巳
- 血界戰線 & BEYOND - Dr.伽米莫兹

2018年
- 伊藤潤二驚選集 - 俊夫
- 龍王的工作！ - 清瀧鋼介
- 卡利古拉 - 輔導員
- 黃金神威 - 邊見和雄
- 凸變英雄 - 服部半藏、中國圍巾
- 春原莊的管理員小姐 - 蔬果店
- 蒼天之拳 REGENESIS - 范德科爾
- 逆轉裁判II - 星威岳哀牙
- 魔法禁書目錄Ⅲ - 亞雷斯塔·克勞利
- 聖鬥士星矢 聖鬥少女翔 - 天蠍座米羅

2019年
- 路人超能100 II - 鄉田武藏、海老原森藏
- 星光王子KING OF PRISM -Shiny Seven Stars(星光少男 KING OF PRISMTV版) - 冰室聖
- POP TEAM EPIC -  POP子 〈第14話 白虎 後段〉
- 鬼滅之刃 - 鬼舞辻無慘[9]
- 皿三昧 - 由利鷗
- Star☆Twinkle 光之美少女 - 托托
- 戰姬絕唱Symphogear XV - 立花洸

2020年
- 掠夺者 - 修梅鲁曼·巴赫
- 暮蟬悲鳴時業- 入江京介
- 這是妳與我的最後戰場，或是開創世界的聖戰 - 薩林哲

2021年
- 七大罪 憤怒的審判 - 原初的魔神
- 裝甲娘戰機 - 坂田
- 暮蟬悲鳴時卒 - 入江京介
- 進化果實～不知不覺踏上勝利的人生～ - 神
- BUILD DIVIDE -#000000- - 樋熊萬里生
- 吸血鬼馬上死 - 名桐
- 鬼滅之刃 遊郭篇 - 鬼舞辻無慘

2022年
- 最遊記RELOAD -ZEROIN- - 玄奘三藏
- BUILD DIVIDE -#FFFFFF- - 樋熊萬里生、青年
- 數碼寶貝幽靈遊戲 - 阿修羅獸【祝福型態】
- 路人超能100 III - 鄉田武藏
- 點滿農民相關技能後，不知為何就變強了。 - 聖龍米拉修

2023年
- 吸血鬼馬上死2 - 名桐
- HIGH CARD 至高之牌 - 諾曼·金史塔特[10]
- 真·進化果實～不知不覺踏上勝利的人生～ - 天之聲
- 鬼滅之刃 刀匠村篇 - 鬼舞辻無慘
- 神劍闖江湖－明治劍客浪漫譚－ - 旁白
- 成為悲劇元凶的最強異端，最後頭目女王為了人民犧牲奉獻 - 克拉克·達爾文[11]
- 七魔劍支配天下 - 西奧多·麥法蘭
- 逃走中 THE GREAT MISSION - 吸血鬼德古拉

2024年
- HIGH CARD 至高之牌（第2期） - 諾曼·金史塔特[12]
- 肌肉魔法使-MASHLE- 神覺者候補選拔試驗篇（亞當·喬布斯）
- 魔王學院的不適任者 II ～史上最強的魔王始祖，轉生就讀子孫們的學校～ - 亞希鐵·亞羅波·亞達齊[13]
- 鬼滅之刃 柱訓練篇 - 鬼舞辻無慘
- 我要【招架】一切～反誤解的世界最強想成為冒險家～ - カルー[14]
- 這是妳與我的最後戰場，或是開創世界的聖戰 Season II - 薩林哲[15]
- 凍牌～地下麻將鬥牌錄～ - 関ひではる[16]

2025年
- 一兆＄遊戲 - 蛇島透[17]
- 魔神創造傳 - Mr.騙徒
- 鬼人幻燈抄 - 畠山泰秀[18]
- 新吊帶襪天使 - Ramie
- 亂馬1/2（第2作） - 沐絲[19]

### OVA
- 孔雀王- 孔雀
- 怪醫黑傑克OVA - 梅谷時雄
- 間之楔 - Riki
- 冥王計畫 - 秋津正人（木原正樹）
- 銀河英雄傳說外傳 白銀之谷 -
- 最遊記系列 - 玄奘三藏/金蟬童子
  - 最遊記RELOAD -burial-
  - 最遊記外傳
- 新機動戰記GUNDAM W - 迪歐·麥斯威爾
- 新機動戰記GUNDAM W 無盡的華爾茲 - 迪歐·麥斯威爾
- 聖鬥士星矢 冥王十二宮 - 天蠍座米羅
- 閃電霹靂車系列 - 加賀城太郎（布里德加賀）
  - 閃電霹靂車11
  - 閃電霹靂車ZERO
  - 閃電霹靂車SAGA
  - 閃電霹靂車SIN
- 爆炎轉校生-瀧澤昇

### 劇場版動畫
- X戰記 - 淺黃笙悟
- 天空之城
- 忍者亂太郎 - 土井半助
- 吸血鬼獵人D -
- 海潮之聲 - 松野豐
- 魁拔 - 蛮小满

2001年
- 劇場版 幻想魔傳 最遊記 Requiem 獻給落選者的安魂曲 - 玄奘三藏

2013年
- 劇場版 魔法禁書目錄 -安迪米昂的奇蹟- - 亞雷斯塔·克勞利

2016年
- 星光少男 KING OF PRISM by PrettyRhythm - 冰室聖

2017年
- 星光少男 KING OF PRISM -PRIDE the HERO- - 冰室聖

2018年
- 劇場版 無敵鐵金剛 / INFINITY - 劍鐵也

2023年
- 黑色五葉草：魔法帝之劍 - 康拉德·雷特[20]
- 鬼太郎誕生 咯咯咯之謎 - 鬼太郎之父[21]

2024年
- 劇場版 忍者亂太郎 毒竹忍者隊最強之軍師（土井半助[22]、天鬼[23]）

2025年
- 星光王子 KING OF PRISM -Your Endless Call-（冰室聖[24]）

### 網路動畫
- GUNDAM創鬥者BATTLOGUE - 夏亞·阿茲納布爾

2018年
- SWORD GAI 裝刀凱 - 三浦琢磨

2023年
- PLUTO ～冥王～ - 普魯托[25]
- 鬼武者 - 佐佐木小次郎[26]

### 吹替
- 英雄本色 - 宋子傑（朝日電視台放送版）
- 巾幗梟雄之義海豪情 - 劉醒
- 神秘博士 - 第十任博士、第十四任博士

### 電玩遊戲
- 命運傳奇2 - （羅尼·迪那敏斯）
- 閃電霹靂車系列 - 加賀城太郎（布里德加賀）
- 最遊記RELOAD - 玄奘三藏
- 最遊記RELOAD GUNLOCK - 玄奘三藏
- 最終幻想 紛爭 - 光之戰士
- 最終幻想 紛爭012 - 光之戰士
- 安琪莉可系列-盧瓦
- 星空漫畫花園 - 服部響
- 机动战士高达Seed系列 - 劳·鲁·克鲁泽、雷·扎·巴雷尔
- 刀劍亂舞 - 一文字則宗

2015年
- 最終幻想 紛爭街机版/NT - 光之戰士
- 陰陽師 - 海坊主、犬神、山蛙
- 夢王國與沉睡中的100位王子殿下 - 玄奘三藏

2016年
- 最終幻想世界 - 光之戰士
- 生化危机0 - 威廉·柏金
- BLEACH: Brave Souls - 志波海燕、亚罗尼洛·艾鲁鲁耶利

2018年
- Fate/Grand Order - 安東尼奧·薩里耶利
- 殘機為零 - 三花締 遼
- 超級機器人大戰T- 劍鐵也

2019年
- 生化危机2 重製版 - 威廉·柏金
- 魔法禁书目录 幻想收束 - 亞雷斯塔·克勞利
- 闇影詩章Shadowverse - 武藝至尊·迦爾拉

2020年
- 原神 - 「博士」多托雷

2021年
- 鬼滅之刃 火之神血風譚 - 鬼舞辻無慘

2022年
- 樂園的異鄉人 最終幻想起源 - 光之戰士

2023年
- 明日方舟 - 重岳

### 特攝
- 假面騎士電王（桃塔羅斯）
- 劇場版 假面騎士KIVA 魔界城之王（三條刑務官）
- 假面騎士DECADE（桃塔羅斯）
- 假面骑士巫骑（假面骑士电王）
- 假面騎士ZI-O（桃塔羅斯）
- 假面骑士GOTCHARD The Future Daybreak(假面骑士电王）

### 廣播劇
- 少年進化論plus番外篇－中年進化論 - 芹架

### 廣播劇CD
- 小書痴的下剋上：為了成為圖書管理員不擇手段！
  - 廣播劇CD4（尤修塔斯、勞布隆托[27]）
  - 廣播劇CD5（尤修塔斯、海斯赫崔[28]）
  - 廣播劇CD6（勞布隆托、基貝・克倫伯格[29]）
  - 廣播劇CD7（尤修塔斯、海斯赫崔[30]）
  - 廣播劇CD8（海斯赫崔[31]）
  - 廣播劇CD9（尤修塔斯、勞布隆托、海斯赫崔[32]）
  - 廣播劇CD10（尤修塔斯[33]）

2020年
- 掠夺者  - 修梅鲁曼·巴赫

## 外部連結
- 81 Produce公式官網的聲優簡介 （页面存档备份，存于） （日語）
- DRAMATIC COMPANY （页面存档备份，存于）劇團官方網站 （日語）